# Паротия Кэрол
Паротия Кэрол (лат. Parotia carolae) — вид воробьинообразных птиц из семейства райских птиц (Paradisaeidae). Эта птица распространена на островах Западной Новой Гвинеи (Индонезия) и Папуа — Новой Гвинее; подвиды P. c. carolae и P. c. chalcothorax распространены на западе Новой Гвинеи, подвид P. c. meeki распространён в восточной и центральной частях Новой Гвинеи. Часто редкий вид, паротию Берлепша, считали подвидом паротии Кэрол, однако информация, полученная в 2005 году, позволяет считать её самостоятельным видом.